# NTFS
NTFS（英語：New Technology File System），是Microsoft公司开发的专用文件系统，从Windows NT 3.1开始成为Windows NT家族的默认文件系统。它提供了一整套功能，包括安全描述符、加密、磁盘配额和丰富的元数据。 它可以和群集共享卷 (CSV) 一起使用，以提供可以从故障转移群集的多个节点同时访问的连续可用卷。
NTFS取代FAT（文件分配表）和HPFS（高性能文件系统）并进行一系列改进成为更加完善的安全系统，例如增强对元数据的支持，使用更高级的数据结构以提升性能、可靠性和磁盘空间利用率，并附带一系列增强功能，如访问控制表（ACL）和文件系统日志。
其他台式机和服务器操作系统也支持NTFS。Linux和windows提供代码的软件NTFS-system，可用于读写NTFS文件。Mac OS X内核不能对NTFS进行寫入操作。

## 歷史
20世纪80年代中期，微软（Microsoft）和IBM合作，希望创建下一代的图形操作系统。该项目的成果為OS/2，但由于微軟和IBM在很多重要问题上无法达成共识，最后合作被终止，目前OS/2至今仍属於IBM，而Microsoft从此后开始研究Windows NT。
OS/2的文件系统HPFS包含许多重要功能，当Microsoft开始创建他们自己的新操作系统时，NTFS文件系统的很多功能正是从HPFS中借鉴改善的。可能正是因为他们来自于同一个项目，HPFS和NTFS使用相同的磁盘分区标识代码（0x07）。这是一种非常特殊的情况，因为可用的标识码并不匮乏，其它每个文件系统具有自己的标识码，例如，FAT拥有超过九个编号（FAT12、FAT16、FAT32等等各自都拥有不同的标识码）。这种特例也导致之后用于区分文件系统的算法当遇到代码0x07时候不得不进行额外的检测。
NTFS的开发者包括：Tom Miller、Gary Kimura、Brian Andrew以及David Goebel。

## 版本
微软正式发布的NTFS版本有五个：
| NTFS 版本号 | 首个支持的操作系统 | 发布时间 | 新功能 | 备注 |
| ----------- | ------------------ | -------- | --- | --- |
| 1.0         | Windows NT 3.1     | 1993     | 最初版本 | v1.0和v1.1和之后的所有版本不兼容。也即使用NT 3.5x写入的卷无法被NT 3.1读取。该问题的一个解决方案是使用NT 3.5x光盘更新NT 3.1，并添加对FAT系统的长文件名支持。 |
| 1.1         | Windows NT 3.51    | 1995     | 压缩文件、命名流、访问控制表 | |
| 1.2         | Windows NT 4.0     | 1996     | 安全描述符 | Windows NT 4.0 操作系统发布之后，该文件系统版本号俗称 NTFS 4.0                                                                                              |
| 3.0         | Windows 2000       | 2000     | 支持磁盘限额、加密、稀疏文件、重解析点，更新序列数（USN）日志、$Extend文件夹（及其中的文件），并改进安全描述符设计方案，允许使用同样的安全设置的多个文件共享一个安全描述符。 | Windows NT 4.0 的 SP4 升级包对这个版本的NTFS提供了兼容。 Windows 2000 操作系统发布之后，该文件系统版本号俗称 NTFS 5.0。                                     |
| 3.1         | Windows XP         | 2001     | 在MFT中提供冗余MFT记录数扩展项，可用于恢复受损的MFT文件。 | Windows XP 操作系统发布之后，该文件系统版本号俗称 NTFS 5.1                                                                                                  |

NTFS.sys的文件版本号（例如在 Windows 2000 里面是 v5.0）是基于操作系统版本号的，不该与 NTFS 版本号（例如 Windows XP 里面是 v3.1）混淆。
后续的Windows的版本更新增加了许多文件系统相关的功能，但并没有改变NTFS本身。例如Windows Vista增加了NTFS符号链接、事务NTFS、磁盘收缩和自我修复，但除了符号链接外其他功能其实都由操作系统实现。

## 功能
相对于之前的版本，NTFS v3.0包含若干新功能：磁盘使用限额、稀疏文件支持、重解析点、分布链接跟踪，以及文件级加密（即“加密文件系统（EFS）”）。

### 可伸缩性
理论上，NTFS卷的最大容量为264-1簇。在Windows XP专业版中，由于分区表限制，实际实现的最大容量为232-1簇。例如，在当簇的从大小为64 KiB时，Windows XP的NTFS卷的最大容量为256 TiB减去64 KiB；而当簇大小为默认的4 KiB时，卷最大容量将变为16 TiB减去4 KiB（但这都超过了Windows XP SP1对磁盘容量的128 GiB限制）。由于主引导记录（MBR）分区表最大支持单个分区容量为2 TiB，因此如果要创建超过2 TiB的NTFS卷，必须要使用动态卷或者GPT卷。注意：微软默认的引导程序必须使用UEFI和64位操作系统才能从GPT卷引导系统。

### 日志
NTFS是一个日志文件系统，使用NTFS日志（$Logfile）记录卷更改元数据。这是NTFS一个非常关键的功能（FAT/FAT32不提供此项功能），可确保其内部的复杂数据结构（如比较重要的如卷分配图、磁盘碎片整理API产生的数据转移操作、MFT（主文件表）记录的更改情况（包括移动MFT记录中存储的变长属性和属性表等））和索引（在目录和安全描述符中使用）即使在系统崩溃后仍然能保证一致性，而当在卷被重新加载后，可以非常容易地回滚这些关键数据的意外修改。
USN日志是一项系统管理功能，用于记录卷中所有文件、数据流、目录的内容、属性以及各项安全设置的更改情况。应用程序可以利用日志追踪卷的更改。对于非系统卷，可以选择打开或关闭日志。当添加一个新卷后，默认情况下日志功能处于打开状态。

### 硬链接
硬链接可用于将不同的文件名直接关联到同样的文件内容。
硬链接类似于目录连接，但必须引用到文件。硬链接只能连接到同一个卷内的文件，因为每个卷拥有自己的主文件表（MFT）。硬链接有自己的元数据，因此如果更改某个硬链接的文件大小或尺寸，其他硬链接在被打开前可能不会自动更新这些信息。
硬链接原本用于支持Windows NT的POSIX子系统。
Windows使用硬链接实现对8.3文件名的支持。操作系统需要该功能，因为有些古老的应用程序只能使用短文件名。NTFS将会为文件和目录创建额外的NTFS记录，但他们将总是自动同步更新（常规硬链接并不会同步更新）。
NTFS文件系统限制单个文件只能关联到1024个硬链接。

### 可选数据流（ADS）
可选数据流使单个文件可以关联到多个数据流。NTFS数据流的表述方式为“文件名:流名”，例如“text.txt:extrastream”。
NTFS流从Windows NT 3.1开始被引入，起初设计目的是为了Services for Macintosh（SFM）能够正确存储Macintosh的资源分岔。现在的Windows服务器已经不再包含此功能，但很多第三方的Apple归档服务（AFP）产品（例如Group Logic的ExtremeZ-IP）仍然会继续使用可选数据流。Internet Explorer和其它一些浏览器会在从网络上下载的文件中添加一个非常小的可选数据流，用于标记它们来自于外部网站（表示可能会存在安全风险），用户在打开这些文件前系统将会显示一个确认提示。当用户表示不希望再次看到这个确认对话框的时候，这个可选流将会从下载的文件中被直接删除。
可选数据流不会显示在Windows资源管理器中，也不会算入查看文件属性时显示的文件大小。如果将文件复制到FAT格式的磁盘、附加到电子邮件、上传到网站，或者移动到任何其它不支持可选流的位置上时，则只有主数据流会被保留下来，其它可选流将被全部丢弃，因此使用可选流来保存重要数据很可能会发生意外。Microsoft提供了一个叫作Streams的工具，用户可以使用这个工具查看卷中的可选流。从Windows Powershell 3.0版本开始，以下cmdlet支持对可选数据流进行操作：Add-Content、Clear-Content、Get-Item、Out-String、Remove-Item，以及Set-Item。
有些媒体播放器也尝试使用可选数据流记录多媒体文件的自定义元数据，用于管理媒体文件。MPEG、OGG等格式通常在文件内签入信息标签记录媒体信息，但不是所有格式都支持这种设计，而使用可选数据流的好处正是他不会影响文件本身的内容。在Windows中注册外壳扩展程序后，系统就可以解析这些数据，然后可以在Windows资源管理器的信息栏中显示它们。但大部分媒体播放器还是选择使用独立数据库而非可选数据流来保存这些信息，因为可选数据流可能带来一些其它问题，一个典型问题是文件上的信息对于所有用户都可见并且是共享的，因此使用可选数据流将无法根据不同用户的安全设置和喜好进行分别管理和保护。
一些恶意软件会使用可选数据流来隐藏程序代码，不过不少恶意软件扫描程序和特殊工具现在已经能够检查可选数据流中的内容。

### 文件压缩
NTFS能够使用LZNT1算法（LZ77算法的一种变种）压缩文件。文件压缩以16个簇为一个区块进行，也即如果簇大小为4KB，则压缩时单个区块的大小为64KB。NTFS压缩算法支持的最大簇大小为 4KB，如果簇大小超过 4KB，则压缩功能将不可用。如果压缩可以将64KB数据压缩到60KB或者更小，则NTFS会将多余的4KB页面视为稀疏文件簇，认为他们未经写入。对此类簇的随机访问的性能是可以接受的，操作系统只需跟踪碎片链接即可。但如果处理大型可压缩文件，则会产生大量碎片，因为NTFS会将每个小于64KB的区块都看成一个碎片区域。微软NTFS开发团队的研究表明，在簇大小为4KB（默认设置）时，NTFS卷上压缩文件的合理最大尺寸应当在50-60GB之间。当簇大小更小时，最大尺寸也会减小。硬盘空间受限的单用户系统可以使用NTFS压缩在处理小文件（4KB到64KB，或者更大尺寸，具体范围取决于压缩比）时受益。小于900字节的文件将被直接存储在MFT的目录项中。
闪存设备（如固态硬盘）没有传统硬盘的磁头移动延迟，因此对此类设备，磁盘碎片的影响非常有限。具有快速多处理器系统的用户可以通过压缩应用程序文件和数据以提升速度并降低磁盘空间使用率。请注意，使用Sandforce控制器的SSD本身也会压缩数据，但文件系统压缩会导致传输的数据量变少，因此I/O负载会降低。
数据压缩的最佳目标是内容具有重复性、很少写入、通常顺序访问，并且尚未被压缩过的文件。例如，日志文件就是一种理想的压缩目标。
压缩系统引导时需要使用的文件，如驱动程序、NTLDR、winload.exe，或者BOOTMGR，会导致系统无法正确启动。不过在较新版本的Windows系统中，重要的系统文件会被禁止压缩。
当在驱动器或目录的“高级设置”中更改“将文件进行压缩”的设置时，每个文件将被独立进行压缩或者解压缩。
对于压缩文件的读写绝大部分时候是透明的，但Microsoft建议避免对服务器系统或者通过网络共享的远程配置文件进行压缩，因为这可能增加处理器的负担。Microsoft建议不要压缩超过30MB的文件，因为这可能会产生性能问题。由于压缩文件会产生很多碎片，因此磁盘碎片整理过程通常需要花费更长时间。
计算机系统中最慢的设备通常不是CPU而是硬盘，因此NTFS压缩通常可以更有效地利用慢速的非RAM存储系统，节省空间和时间（前提是假设压缩文件的碎片不会连续存放）
。

### 稀疏文件
稀疏文件是包含稀疏数据集的文件，稀疏文件只储存文件中各个有意义的片段，而片段之间的空白将被忽略，这种设计特别适合实际数据非常少、大部分区域空白的文件。读取文件时，对任何被忽略的位置，文件系统程序都会返回数据0，因此文件内容看起来几乎全是零。很多数据库和科学程序使用稀疏文件。Microsoft实现对稀疏文件的高效存储支持，允许应用程序指定文件的空（零）数据区域。读取稀疏文件的应用程序不需要做单独处理，可以继续使用常规方法读取数据，操作系统将根据读取的位置决定返回零或者实际数据。和压缩文件类似，磁盘限额对稀疏文件的尺寸判断以声明大小而非实际占用大小为准。

### 卷影复制
卷影复制（VSC）服务通过将新改写的数据复制到卷影（写入时复制）来保存NTFS卷上的文件和文件夹的历史版本。当用户请求恢复文件的早期版本时，旧的文件数据将会覆盖新数据。该功能也使得数据备份程序可以存档当前系统正在使用的文件。对于负载较重的系统，Microsoft建议将卷影副本设置到单独的磁盘上，以减小系统主要卷的I/O负载。
Windows Vista通过持久卷影副本实现系统还原和先前的版本功能。但旧版本的操作系统加载NTFS卷时，由于其无法识别持久卷影副本的数据格式，这些副本将被删除。

### 事务
在Windows Vista中，应用程序可以使用事务NTFS（Transactional NTFS，TxF）将一系列对文件的更改归组到一个事务中。事务能够确保所有更改要么同时生效，要么同时作废，并能确保在事务提交完成前，其它应用程序无法无法检测到其中的更改。
该技术使用和卷影复制类似的技术（也即写入时复制）以确保在事务不成功时，被改写的数据可以安全地回滚。通用日志文件系统的日志将记录下尚未成功提交或者已经提交但尚未完全生效的事务（常见原因是事务的某个参与者在提交过程中系统意外崩溃）。
事务NTFS并不要求事务是本机NTFS卷的文件操作，可以包含在其它位置的任意事务数据或操作，例如对其它卷、本地注册表、SQL数据库中、系统服务或者远程服务中的事务修改。所有这些事务使用Windows系统中的“分布事务协调器（DTC）”服务在网络级别协调所有参与者，以确保所有参与者都能接收到同样的提交状态，并传输所有经过确认的更改。分布式NTFS事务的一个典型例子是可以以事务方式创建一个网络级别的分布式文件系统，并且每个客户端都保留每个文件的准确的脱机缓存。

### 安全
在NTFS中，每个文件或文件夹具有一个安全描述符，用于说明其所有者，并包含两个安全控制列表（ACL）。
第一个列表被称为自主访问控制列表（DACL），用于描述是否允许或禁止特定的用户或用户组进行特定的操作（如读取、写入、执行或删除）。例如，“C:\Program Files”文件夹可能被设定为允许所有用户读取并执行，但只有具有管理员权限的用户才能修改其内容。Windows Vista为DACL增加了强制访问控制功能。DACL是Windows Vista及后续操作系统的用户账户控制功能的主要检查点。
第二个列表被称为系统访问控制列表（SACL），用于描述对文件或文件夹的特定行为是否应当被审核，以及在操作成功后是否应当记录操作。例如，企业可能会对高度敏感的文件开启审核功能，这样管理员就可以了解到是否有人尝试删除或复制这些文件，以及他们的操作是否成功完成。

### 加密
加密文件系统（EFS）提供对NTFS卷上任意文件和文件夹的用户透明的强保护。加密文件系统需要与EFS服务、Microsoft的加密应用程序接口（CryptoAPI）以及EFS 文件运行时库（FSRTL）联合工作。
EFS使用对称密钥（也被称为“文件加密密钥（FEK）”）加密文件，这比起使用非对称密钥加密在加密和解密大量数据时消耗的时间较少。该对称密钥使用一个和请求加密文件的用户相关的公钥加密文件的内容，加密后的数据储存在被加密文件的可选数据流中。当需要解密文件时，文件系统使用用户的密钥解密储存在文件头中的对称密钥，然后使用该对称密钥解密文件。这些操作在文件系统级别完成，因此对用户来说是透明的。为了处理用户丢失密钥的情况，加密文件系统中还支持多个附加解密密钥，因此除用户外，授权过的恢复代理也能访问数据。NTFS提供的加密和压缩功能是互相排斥的——如果同时希望加密和压缩，则NTFS文件系统级别只能打开其中一种功能，另一种功能需要使用其它第三方工具完成。
Basic、Home和MediaCenter版本的Windows上不支持EFS功能。要使用这个功能，必须安装Professional、Ultimate或者服务器版本的Windows，或者使用Windows域中的企业部署工具进行部署。

### 限额
磁盘限额是NTFS v3开始提供的功能。此功能允许计算机管理员在受支持的Windows操作系统上为每个用户分别设定允许使用的磁盘空间阈值，或者跟踪查看每个用户使用的磁盘空间使用量。管理员可以设定当某个用户使用特定量的磁盘空间后收到“磁盘空间超限”的警告，甚至拒绝他们继续占用更多空间。如果有文件或者目录使用NTFS文件压缩，则磁盘限额管理的尺寸以压缩后的实际尺寸为准。如果应用程序通过操作系统接口查询用户可用的剩余磁盘空间大小，开启限额后程序得到的大小将是在限额范围内的剩余空间，而不再是磁盘的总剩余空间。
Basic、Home和MediaCenter版本的Windows不支持磁盘限额功能。要使用这个功能，必须安装Professional、Ultimate或者服务器版本的Windows，或者使用Windows域中的企业部署工具进行部署。

### 重解析点
该功能从NTFS v3开始可用。该功能可以在用户空间中为文件或目录添加一个关联的重解析点属性。当对象管理器（请参见Windows NT线执行）解析文件系统名称并遇到重解析点属性时，它将“重新解析”名称，具体做法是：Windows会将需要重解析的名称传递给已经加载的所有文件过滤驱动程序，每个过滤驱动程序都会检查重解析数据并判断自己是否和该重解析点相关联。如果某个过滤驱动程序判定自己匹配该重解析点，则它将拦截这次文件系统调用，然后执行对应的特定功能。重解析点是实现卷加载点、目录连接、分层存储管理、本机结构存储，以及单实例存储等功能的基础。

### 卷加载点
类似于Unix 加载点，可以将一个卷的根目录附加到另一个文件系统的某个目录下。这项功能可以让驱动器不需要单独的卷标（如C:或D:）就可以被访问。
当卷被加载到另一个卷的某个目录时，该目录原来的内容将无法访问，而被新加载的卷中的内容所代替。被加载的卷仍然可以继续拥有独立的卷标。NTFS文件系统不允许卷之间相互加载。卷加载点可以是永久的，也可以是非永久的。前者在系统重启后会自动加载，而后者需要手动重新加载。
被加载的卷可以使用NTFS外的其它文件系统。一个常见的例子是，被加载的卷一个远程共享的目录，该目录拥有自己的权限设置，并且能够根据实际文件系统的策略为当前操作系统设定特定的访问权限。

## 内部实现

Windows Vista系统上的NTFS文件权限设置对话框。